# 岳志坚
岳志坚（1918年—2004年8月12日），男，直隶（今河北）曲阳人，中华人民共和国政治人物。

## 生平
1977年9月，国家科学技术委员会成立后，“国家标准计量局”即由国家科委、国家计委代管。任国家标准计量局副局长。聂荣臻在中央的一次会议上发表意见，主张标准计量局一分为二，因为标准工作是生产部门主管的事情。李正亭带领做计量工作一批人留在国家科委，岳志坚带着做标准工作的一批人到国家经委。1978年8月与1978年10月《关于国家标准总局的任务、机构和管理体制的请示报告》与《关于国家计量总局工作任务和机构设置的请示报告》先后成立国家标准总局、国家计量总局，撤消“国家标准计量局”。岳志坚任国家标准总局局长。提拔为国家经委副主任，分管经纬技术局、国家标准总局的工作。1978年8月31日，在西苑大旅社召开了第一次质量管理领导小组代表会议，选举成立了中国质量协会。标准局抓标准化；技术局抓质量管理。每年开展一次质量月活动，连搞了七年。